# Dutton (Alabama)
Dutton é uma cidade  localizada no estado americano do Alabama, no Condado de Jackson.

## Demografia
Segundo o censo americano de 2000, a sua população era de 310 habitantes.
Em 2006, foi estimada uma população de 309, um decréscimo de 1 (-0.3%).

## Geografia
De acordo com o United States Census Bureau, a localidade tem uma área de 2,2 km², sem área coberta por água. Dutton localiza-se a aproximadamente 397 m acima do nível do mar.

## Localidades na vizinhança
O diagrama seguinte representa as localidades num raio de 16 km ao redor de Dutton.